# Elaphidion iviei
Elaphidion iviei är en skalbaggsart som beskrevs av Steven W. Lingafelter 2008. Elaphidion iviei ingår i släktet Elaphidion och familjen långhorningar.
Artens utbredningsområde är Kuba. Inga underarter finns listade i Catalogue of Life.